# Antoni Jankowski (szwoleżer)

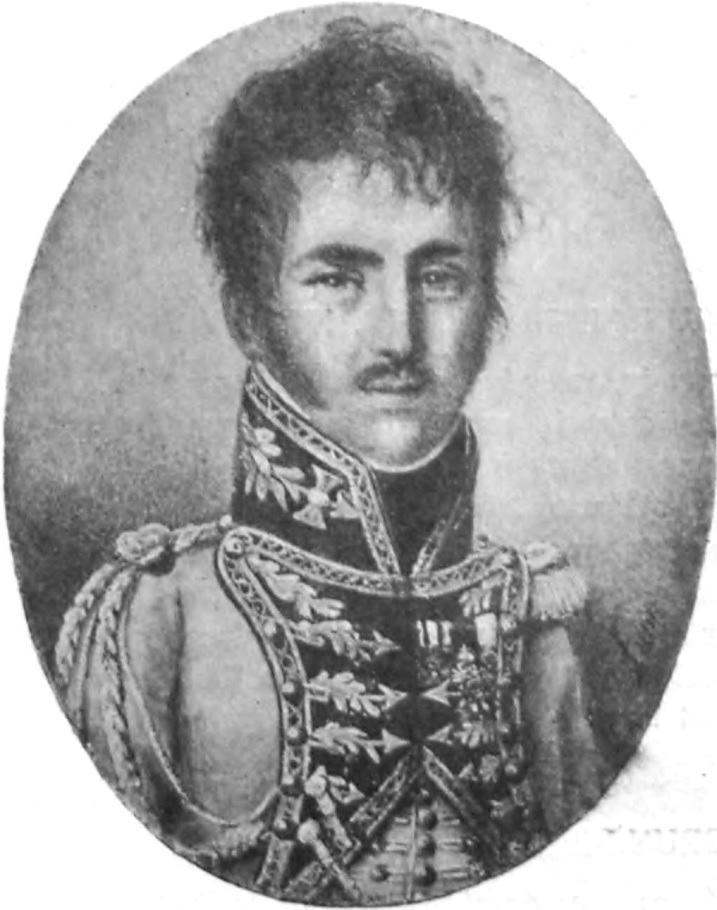
Antoni Jankowski

Antoni Jankowski herbu Nowina (ur. 13 października 1783 w Chronówku, zm. 15 sierpnia 1831 w Warszawie) – szwoleżer, weteran gwardii napoleońskiej, kampanii 1807 roku, walk w Hiszpanii, wojny z Austrią, wyprawy na Moskwę, kampanii roku 1813 i generał Wojska Polskiego.
Syn płk. Ignacego (dziedzica Wolanowa, posła na sejm z 1780 roku) i Ludwiki Chronowskiej z Chronówka, herbu Gryf (secundo voto Ponińskiej), młodszy brat płk. Józefa (1781-1847), dziedzica Chronówka, wnuk Józefa, generała-majora wojsk koronnych. Służbę wojskową rozpoczął w 1806 roku jako podporucznik 2 pułku jazdy Księstwa Warszawskiego. W 1811 roku został mianowany kapitanem gwardii napoleońskiej, a w 1815 był już pułkownikiem 1 pułku strzelców konnych liniowych, w 1831 roku mianowany generałem brygady, a wkrótce generałem dywizji.
Od 1814 posiadał Order Cesarski Zjednoczenia.
W roku 1816 ożenił się z Zofią z Tomkowiczów, córką Józefa i Marianny z Jankowskich. Z małżeństwa tego narodziło się troje potomstwa, a mianowicie: Józef (ur. w 1817), Aniela (ur. w 1818), późniejsza Potkańska, i Heliodor Jankowski (ur. ok. 1820), przyjaciel Cypriana Kamila Norwida. Po śmierci żony w 1821 roku wkrótce ożenił się ponownie z Apolonią Dunin-Brzezińską, h. Łabędź (córką Józefa i Józefy z Szymanieckich), z którą miał trzech synów; Ludwika (ur. ok. 1823), późniejszego generała-majora wojsk rosyjskich (walczył w kampanii krymskiej, ożeniony z prawosławną) oraz Adama i Antoniego.
W maju 1831 roku wódz naczelny mianował generała Jankowskiego dowódcą korpusu, co przyjął bardzo niechętnie, gdyż nie czuł się na siłach po przejściu ataku paraliżu, by w tak złym stanie zdrowia dowodzić większym korpusem. Prowadząc działania na terenie województwa lubelskiego, przeciwko oddziałom wojsk rosyjskich, popełnił kilka niezamierzonych błędów, za co został w dniu 24 czerwca aresztowany i postawiony przed sądem.
Zanim jednak sąd orzekł nieudolność generała, rozjuszony tłum 15 sierpnia 1831 roku wtargnął na teren Zamku Królewskiego w Warszawie i wyciągnął stamtąd aresztowanych oficerów zarzucając im zdradę idei powstania. W wyniku samosądu wzburzonego pospólstwa Jankowski – jeden z wyższych dowódców powstania – zakończył życie w upokorzeniu i męczarniach, trzykrotnie wieszany na warszawskiej latarni (dwa razy sznur zrywał się pod ciężarem jego ciała).